# Színmű
A színmű más néven komoly dráma (dráma sérieux), avagy középfajú dráma drámai műfajtípus, amely a tragédia és a komédia között helyezkedik el. Komoly mondanivalóval és cselekménnyel rendelkezik, de befejezése nem tragikus. A súlyos konfliktus a hős elbukása nélkül oldódik meg; hangulata változatosabb, a részletekbe pedig több komikum vegyül; a köznapibb jellemek lélektani fejlődése részletezően kidolgozott.  Általános értelemben a dialógusban írt színjátékszövegeket értjük alatta.
Már a híres görög drámaíró Euripidész egy-két tragédiája, illetve Terentius néhány vígjátéka is hordozta a fenti stílusjegyeket. Dramaturgiai fogalomként azonban csak a 18. században határozta meg Denis Diderot aki drame sérieuse azaz komoly drámának nevezte.  Ő maga is írt példáknak „A családapa” és „A törvénytelen fiú” címmel ilyen műveket. Ezek komoly színpadi sikert nem hoztak ugyan, de hatással voltak a szakirodalomra, így például a német Gotthold Ephraim Lessingre (a Hamburgi dramaturgiában),  Goethére, vagy legelőbb francia kortársára, Beaumarchais-ra, aki a Figaró-komédiákon kívül több komoly, sikeres színművet is írt.
Egyik változata a népéletet bemutató középfajú dráma a népszínmű. Másik gyakori változata a társalgási színmű (régebbi magyar nevén társalkodóvígjáték), ami a 19. századi francia romantikából terjedt el, és amelynek nemzetközileg is számon tartott magyar képviselője Molnár Ferenc.